# Барон Браунлоу
Барон Браунлоу из Белтона в графстве Линкольншир — наследственный титул в системе Пэрства Великобритании.

## История
Титул барона Браунлоу был создан 20 мая 1776 года для сэра Браунлоу Каста, 4-го баронета (1744—1808). Семейство Каст происходит от Ричарда Каста (1622—1700), который представлял в парламенте Линкольншир (1653) и Стамфорд (1679—1685). В 1677 году для него был создан титул баронета из Стамфорда в графстве Линкольншир. Его преемником стал его внук, сэр Ричард Каст, 2-й баронет (1680—1734). Он женился на Энн Браунлоу, дочери сэра Уильяма Браунлоу, 4-го баронета из Хамби (1665—1701), и сестре Джона Браунлоу, 1-го виконта Тирконнела, 5-го баронета из Хамби (1690—1754).
Сын второго баронета, сэр Джон Каст, 3-й баронет (1718—1770), заседал в Палате общин от Грантема (1743—1770) и занимал пост спикера Палаты общин (1761—1770). В 1754 году после смерти своего дяди по материнской линии, лорда Тирконнела, Джон Каст унаследовал поместья рода Браунлоу. Его сын, сэр Браунлоу Каст, 4-й баронет (1744—1808), представлял в парламенте Илчестер (1766—1774) и Грантем (1774—1776). В 1776 году он был возведен в звание пэра как барон Браунлоу из Белтона в графстве Линкольншир, главным образом, в знак признания заслуг его отца. Его преемником стал его сын, Джон Каст, 2-й барон Браунлоу (1779—1853). Он заседал в Палате общин от Клитеро (1802—1807) и служил в качестве лорда-лейтенанта Линкольншира (1809—1852). В 1815 году для него были созданы титулы виконта Алфорда в графстве Линкольншир и графа Браунлоу в Пэрстве Соединенного Королевства. В 1810 году лорд Браунлоу женился на Софье Хьюм (1788—1814), дочери сэра Абрахама Хьюма, 2-го баронета из Уормлибери, и леди Амелии Эгертон, правнучке Джона Эгертона, 3-го графа Бриджуотера.
После его смерти титулы унаследовал его внук, Джон Уильям Спенсер Браунлоу Эгертон-Каст, 2-й граф Браунлоу (1842—1867), сын Джона Эгертона, виконта Алфорда (1812—1851). В 1853 году по королевской лицензии он принял фамилию «Эгертон» вместо фамилии «Каст», но в 1863 году стал носить двойную фамилию «Эгертон-Каст». Смена фамилии была вызвана тем, что после смерти своего родича Джон Эгертона, 7-го графа Бриджуотера, граф Браунлоу смог унаследовать поместья графов Бриджуотер. Тем не менее, он умер молодым, и его сменил его младший брат, Адельберт Веллингтон Браунлоу-Каст, 3-й граф Браунлоу (1844—1921). Он был консервативным политиком и недолго представлял Северный Шропшир в Палате общин (1866—1867). Лорд Браунлоу занимал должности парламентского секретаря министерства местного самоуправления (1885—1886), генерального казначея (1887—1889) и заместителя военного министра (1889—1892), а также на протяжении более пятидесяти лет являлся лордом-лейтенантом Линкольншира (1867—1921). В 1921 году после его смерти титулы графа Браунлоу и виконта Алфорда пресеклись.

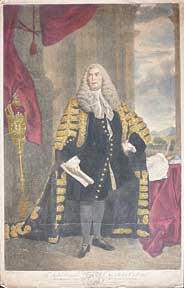
Джон Каст, 3-й баронет (1718—1770)

Мемориал Браунлоу, 1-й барон Браунлоу, скульптор Ричард Уэстмакотт, церковь Святого Петра и Святого Павла, Белтон

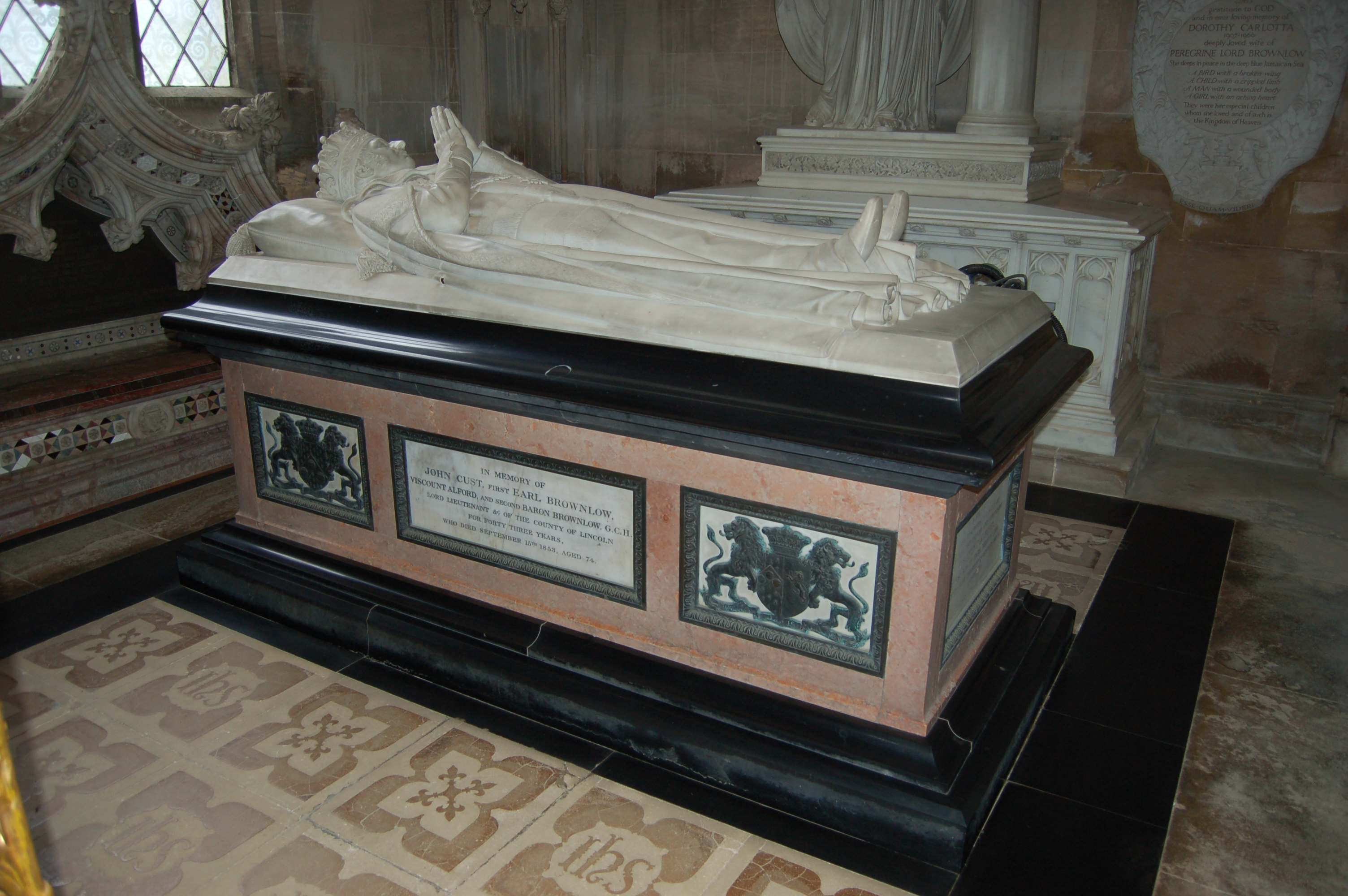
Надгробный памятник Джона Каста, 1-го графа Браунлоу, в церкви Белтона, графство Линкольншир

Его преемником стал его родственник, Адельберт Солсбери Коккейн-Каст, 5-й барон Браунлоу и 8-й баронет (1867—1927). Он был младшим сыном Генри Коккейна-Каста, старшего сына преподобного Генри Каста, младшего сына первого барона Браунлоу. Его сын, Перегрин Фрэнсис Адельберт Каст, 6-й барон Браунлоу (1899—1978), занимал посты лорда-в-ожидании принца Уэльского (позже короля Эдуарда VIII), мэра Грантема, личного парламентского секретаря министра авиационной промышленности лорда Бивербрука (1940—1941) и лорда-лейтенанта Линкольншира (1936—1950). 
По состоянию на 2025 год носителем титула являлся его внук — сын Эдварда Джона Перегрина Каста, 7-го барона Браунлоу (1936—2021), который стал преемником своего отца в 2021 году.
Также известны несколько членов семьи Каст. Перегрин Каст (1791—1873) и Уильям Каст (1787—1845), младшие сыновья первого барона Браунлоу, оба были депутатами Палаты общин. Перегрин Каст заседал в парламенте от Нонитона (1818—1826) и Клитеро (1826—1832), а Уильям Каст представлял в Палате общин Линкольншир (1816—1818) и Клитеро (1818—1822). Сын Уильяма Артур Пюри-Каст (1828—1916), был деканом Йорка (1880—1916). Эдвард Каст (1794—1878), младший сын 1-го барона Браунлоу, был военным и политиком. Он заседал в Палате общин от Грантема (1818—1826) и Лостуитиела (1826—1832), занимал посты церемониймейстера (1845—1847) и обер-церемониймейстера двора (1847—1876). В 1876 году для него был создан титул баронета из Лисоу Касла.

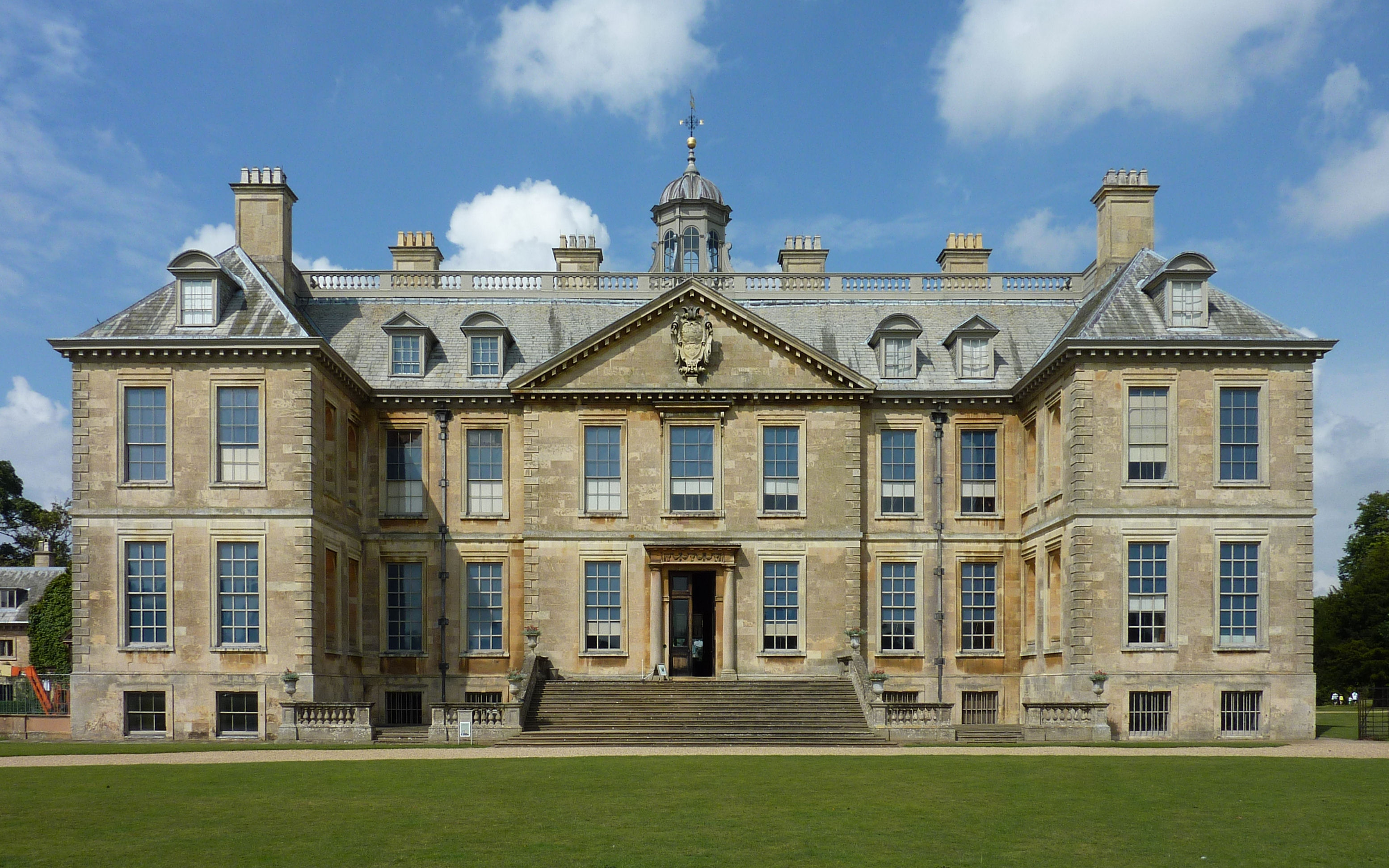
Белтон-хаус

Семейная резиденция — Белтон-хаус в Белтоне, недалеко от города Грантем в графстве Линкольншир.

## Баронеты Каст из Стэмфорда (1677)
- 1677—1700: Сэр Ричард Каст, 1-й баронет[англ.] (23 июня 1622 — 30 августа 1700), сын Сэмюэла Каста (ум. 1662/1663)[1];
- 1700—1734: Сэр Ричард Каст, 2-й баронет (30 октября 1680 — 25 июля 1734), сын сэра Пури Каста (ок. 1655—1698), внук 1-го баронета[2];
- 1734—1770: Сэр Джон Каст, 3-й баронет[англ.] (29 августа 1718 — 24 января 1770), второй сын предыдущего[3];
- 1770—1807: Сэр Браунлоу Каст, 4-й баронет[англ.] (3 декабря 1744 — 25 декабря 1807), единственный сын предыдущего, барон Браунлоу с 1776 года[4].

## Бароны Браунлоу (1776)
- 1776—1807: Браунлоу Каст, 1-й барон Браунлоу[англ.] (3 декабря 1744 — 25 декабря 1807), единственный сын сэра Джона Каста, 3-го баронета[4];
- 1807—1853: Джон Каст, 2-й барон Браунлоу[англ.] (19 июня 1779 — 15 сентября 1853), старший сын предыдущего от второго брака, граф Браунлоу с 1815 года[5].

## Графы Браунлоу (1815)
- 1815—1853: Джон Каст, 1-й граф Браунлоу[англ.] (19 июня 1779 — 15 сентября 1853), старший сын Браунлоу Каста, 1-го барона Браунлоу[5];
  - Джон Хьюм Эгертон, виконт Алфорд[англ.] (16 октября 1812 — 3 января 1851), старший сын предыдущего от первого брака[6];
- 1853—1867: Джон Уильям Спенсер Браунлоу Эгертон-Каст, 2-й граф Браунлоу (28 марта 1842 — 20 февраля 1867), старший сын предыдущего[7];
- 1867—1921: Адельберт Веллингтон Браунлоу Хьюм-Каст, 3-й граф Браунлоу[англ.] (19 августа 1844 — 17 марта 1921), младший брат предыдущего[8].

## Бароны Браунлоу (продолжение креации 1776 года)
- 1921—1927: Адельберт Солсбери Коккейн-Каст, 5-й барон Браунлоу (14 сентября 1867 — 19 апреля 1927), младший брат Генри Каста, внук преподобного достопочтенного Генри Коккейна Каста (1780—1861), второго сына 1-го барона Браунлоу от второго брака[9];
- 1927—1978: Перегрин Фрэнсис Адельберт Каст, 6-й барон Браунлоу[англ.] (27 апреля 1899 — 28 июля 1978), единственный сын предыдущего[10];
- 1978—2021: Эдвард Джон Перегрин Каст, 7-й барон Браунлоу (25 марта 1936 — 15 мая 2021), второй сын предыдущего[11];
- 2021 — настоящее время: Перегрин Эдвард Квинтин Каст, 8-й барон Браунлоу (род. 9 июля 1974), единственный сын предыдущего[12];
  - Предполагаемый наследник титула: Джон Ричард Пьюри-Каст (род. 1934), кузен предыдущего.

Наследника нет.